# Hamnsenap
Hamnsenap (Sisymbrium altissimum) är en växtart i familjen korsblommiga växter. 